# Revolta dos Calcetas
A chamada Revolta dos Calcetas foi um episódio ocorrido após o final da Guerra Civil Portuguesa (1828-1834), no Forte de São Brás de Ponta Delgada, na ilha de São Miguel, nos Açores, a 24 de abril de 1835.

## História
Nos calabouços daquela fortaleza encontravam-se detidos alguns indíviduos acusados de terem integrado a guerrilha miguelista. Como eram ocupados em trabalhos forçados no calçamento de vias, eram chamados de "calcetas".
Um dos militares da fortaleza, Pedro Dutra de Melo, conspirou com o sargento Sebastião Francisco Forjaca (ou Forjaque) e com o soldado Cercal, dois calcetas que aguardavam julgamento pelo assassinato de Manuel Noronha. No dia 23 de Abril estes prisioneiros levantaram-se em revolta, sob a liderança de Forjaca, logrando matar o guarda de serviço, assaltar o depósito de espingardas, detendo quase todos os oficiais e içando a bandeira miguelista por algumas horas.
Alertado o prefeito, este decidiu organizar um cerco em torno da fortaleza com as forças do Batalhão Cívico, apoiado por populares que armaram barricadas em algumas ruas. Os revoltosos dispararam sobre estas forças, matando quatro pessoas. Assustado com esta reação, e com receio de um alastramento da revolta miguelista a partir de um foco na Ribeira Grande, o governo envia militares armados para Santa Catarina, Arquinha e São Roque. Para a Ribeira Grande, seguem efetivos do Batalhão Cívico.
Por alguma razão, ou pelo sucesso do cerco atempado, ou por uma troca de horário por parte dos amotinados (meio dia pela meia noite) que não receberam os reforços esperados do exterior, os cabecilhas tentam evadir-se à noite. Percebidos pelas tropas no exterior, foram alvejados e mortos. Os demais, no interior da fortaleza, capitulam, libertando os oficiais. Novamente detidos, foram sumariamente julgados e condenados à morte, sendo fuzilados no dia seguinte no adro da Igreja do Convento dos Franciscanos, vizinha ao forte. Os corpos foram decapitados e decepados, tendo as cabeças e os corpos permanecido expostos ao público no Campo de São Francisco. Esses restos foram posteriormente salgados e sepultados em barris por outros detentos: "um chamado Tarolé, o Manuel Pucarinha, de Rosto de Cão, o Larangeira, da Ribeira Grande, e o preto das tias de Duarte Borges porque ali apareceu". Estes homens, por sua vez, teriam sido enterrados vivos juntamente com os corpos mutilados dos revoltosos.
Quando foi efectuado o ajardinamento do campo fronteiro ao forte, ao final do século XIX, foram descobertos, pelos trabalhadores, os esqueletos dos participantes da chamada Revolta dos Calcetas (1835).